# Hello from the Gutter: The Best of Overkill
Hello from the Gutter: The Best of Overkill è una raccolta pubblicata dalla thrash metal band Overkill 2002.

## Tracce
1. Hello from the Gutter (Live)
2. Necroshine
3. God-Like
4. Powersurge (Live)
5. Never Say Die (Cover Version)
6. Coma (Live)
7. Rip N'tear
8. Battle
9. Electro-Violence (Live)
10. Thunderhead
11. Overkill
12. Fuck You
13. Rotten to the Core
14. Bleed Me
15. Long Time Dyin'
16. Fatal Is Swallowed
17. Elimination (Live)
18. Black Line
19. Overkill (Cover Version)
20. World of Hurt (Live)
21. Hammerhead
22. Skullcrusher (Live)
23. Kill at Command
24. Bastard Nation (Live)

## Formazione
- Bobby "Blitz" Ellsworth - voce
- D.D. Verni - basso
- Dave Linsk - chitarra
- Derek Tailer - chitarra
- Ron Lipnicki - batteria
- Rat Skates - batteria
- Bobby Gustafson - chitarra
- Sid Falck - batteria
- Rob Cannavino - chitarra
- Merritt Gant - chitarra
- Tom Mallare - batteria
- Joe Comeau - chitarra
- Sebastian Marino - chitarra